# St. Magnus (Buchenberg)

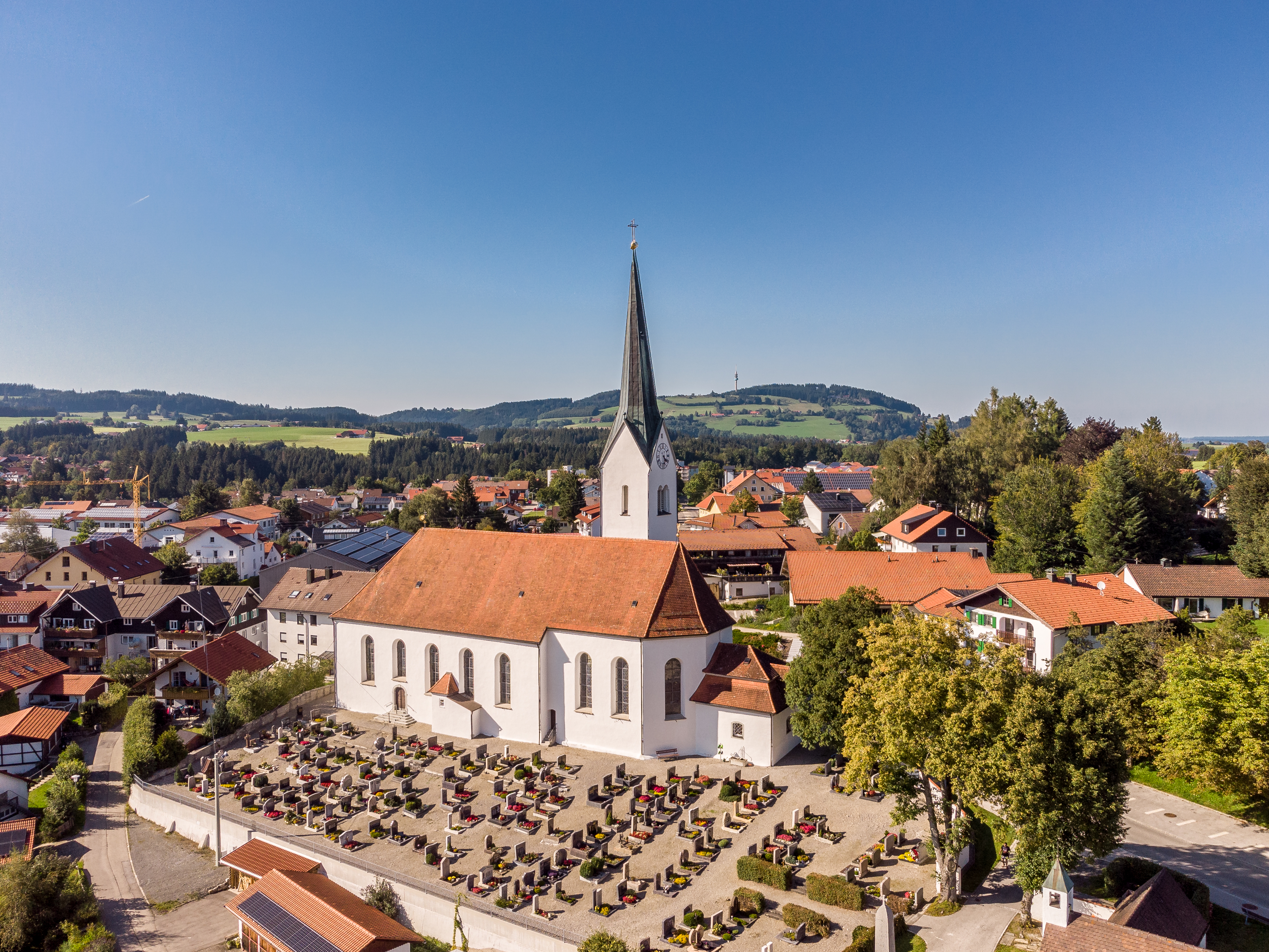
St. Magnus in Buchenberg

Die römisch-katholische Pfarrkirche St. Magnus steht in Buchenberg, einem Markt im schwäbischen Landkreis Oberallgäu in Bayern. Das Bauwerk ist in der Liste der Baudenkmäler in Buchenberg als Baudenkmal unter der Nr. D-7-80-117-5 eingetragen. Die Pfarrei gehört zum Bistum Augsburg.

## Beschreibung

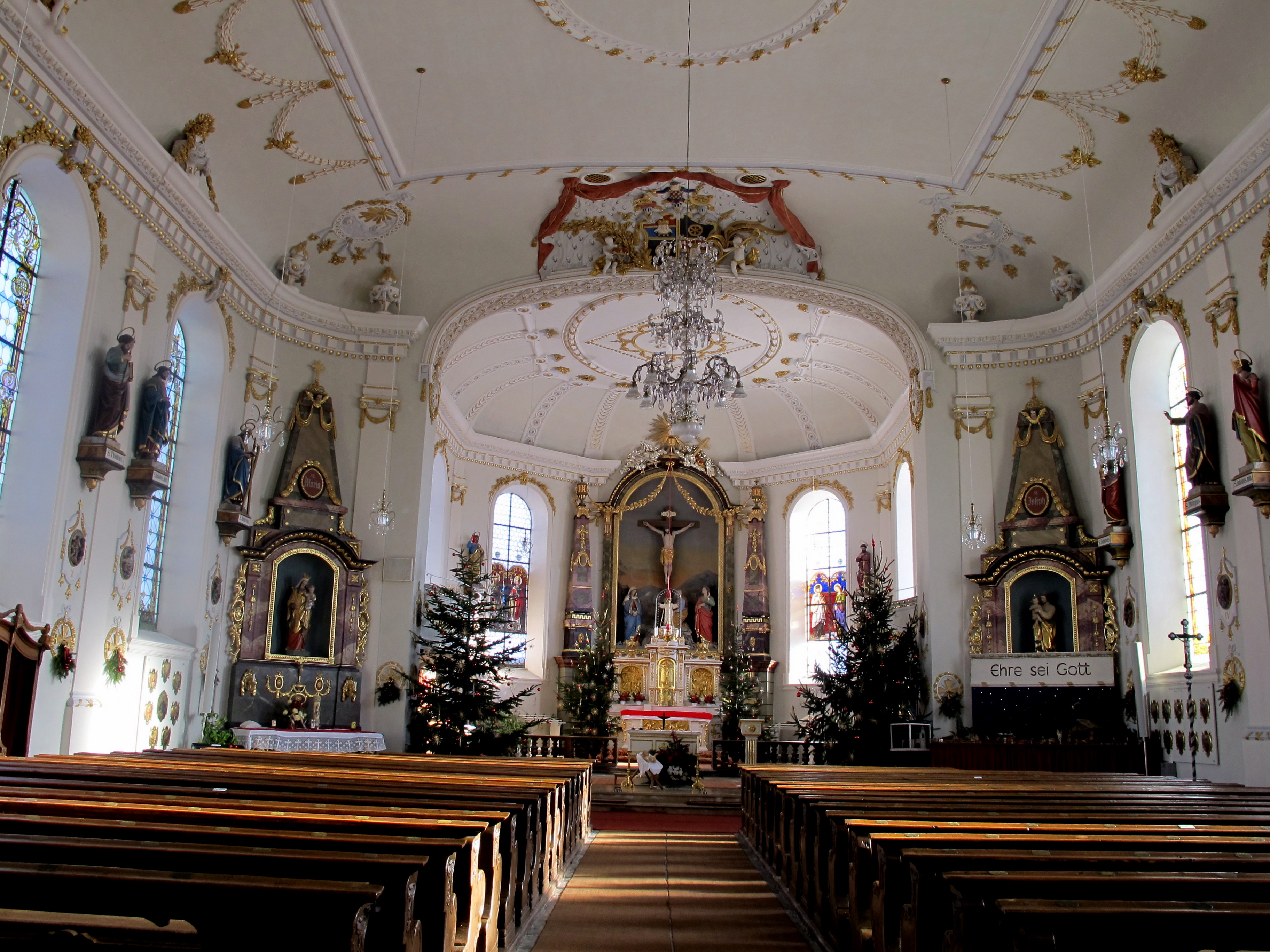
Blick zum Chor

Rupert von Neuenstein ließ zwischen 1791 und 1793 die dem heiligen Magnus gewidmete Saalkirche errichten und im Louis-seize-Stil aufwändig ausstatten. Sie besteht aus einem Langhaus, einem eingezogenen, dreiseitig geschlossenen Chor im Osten, an dessen Stirnseite die Sakristei angebaut ist, und einem spätgotischen Chorflankenturm an der Nordwand des Chors, der um 1900 zur Unterbringung der Turmuhr und des Glockenstuhls mit fünf Kirchenglocken aufgestockt und zwischen den Giebeln mit einem spitzen Helm bedeckt wurde. Über dem Chorbogen prangt das Wappen von Rupert von Neuenstein.